# Композитор

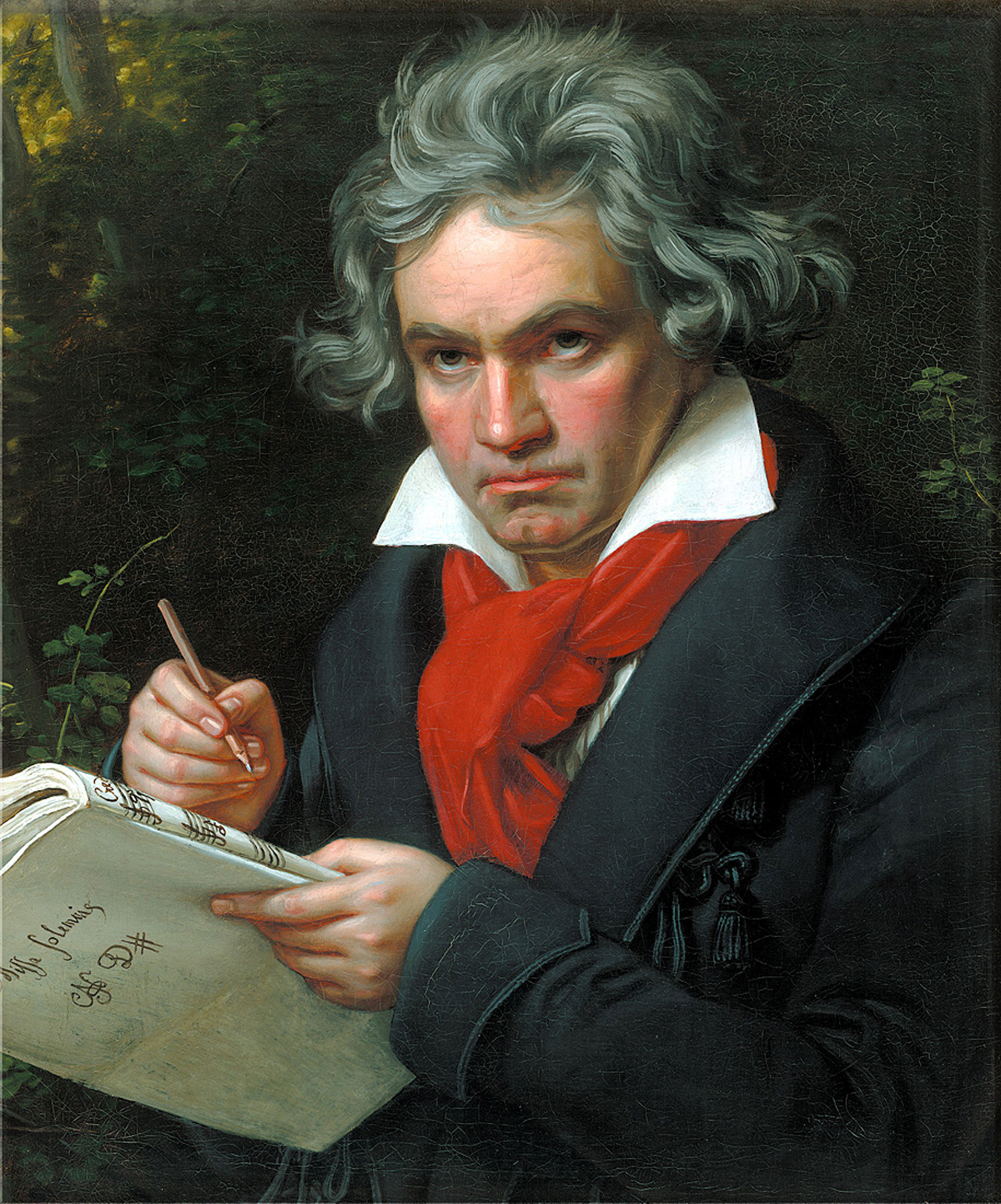
Карл Штилер. Портрет Бетховена с партитурой Missa Solemnis («Торжественная месса»), 1820

Компози́тор (от лат. compositor — составитель) — автор музыкальных произведений, лицо, занимающееся их сочинением. Профессия композитора предполагает наличие творческого дарования и требует специального обучения технике композиции, музыкально-теоретическим и музыкально-историческим дисциплинам.
Композитор пишет собственные музыкальные произведения, в отличие от аранжировщика, занимающегося их адаптацией.
Традиционно результат творческой деятельности композитора фиксируется при помощи нотной записи, что позволяет исполнять его другим музыкантам — исполнителям.

## Краткая характеристика
Для большинства композиторов сочинение музыкальных произведений не является основной деятельностью. Зачастую они также являются исполнителями, дирижёрами, музыкальными педагогами либо имеют другую профессию, обычно связанную с музыкой.
Композиторы работают в широком диапазоне музыкальных направлений: от академической до популярной музыки, в различных форматах и для различных инструментальных и/или вокальных ансамблей. Многие композиторы специализируются на определённых жанрах, написании музыки для фильмов или СМИ, конкретной аудитории.
В популярной музыке артисты-авторы песен зачастую пишут музыку на собственные тексты.

## Исторический очерк
Глагол componere и его производные (в том числе compositor) встречаются во многих средневековых трактатах, начиная от Хукбальда Сент-Аманского и его школы (IX—X века). В XI веке Гвидо Аретинский в своём «Микрологе» (ок. 1025) под композицией (componenda) понимал, главным образом, искусное составление хорала. Иоанн де Грокейо («О музыке», ок. 1300) относил это понятие к многоголосной музыке («musica composita», то есть сложная, составная музыка) и употреблял слово «compositor».
В последней трети XV века Иоанн Тинкторис («Определитель музыкальных терминов», 1474) выделил в термине compositor творческий момент (композитор — «написавший какой-нибудь новый кантус»). В «Книге об искусстве контрапункта» (1477) Тинкторис чётко различил контрапункт нотированный — «res facta» (равнозначно «cantus compositus» в «Определителе») и импровизируемый («super librum cantare», букв. петь над книгой), таким образом, отделяя новую композицию от импровизации по стилевому шаблону. Окончательно понятие о профессии композитора установилось в XVI веке, хотя термин для обозначения этого понятия ещё не вполне стабилизировался. Например, Генрих Глареан в «Додекахорде» (1539) называет профессиональных сочинителей полифонической музыки «симфонетами» (лат. symphonetae).
Широкое распространение термин compositore получил в Италии в конце XVI в. В XVIII в. термин был заимствован в русский язык, предположительно, через польское compozytor. В пользу такой версии говорит употребляемая на начальной стадии заимствования форма «композытор», упортеблявшаяся до конца 1730-х гг.